# Chroodiscus neotropicus
Chroodiscus neotropicus är en lavart som beskrevs av Klaus Kalb och Antonín Vězda 1992. 
Chroodiscus neotropicus ingår i släktet Chroodiscus och familjen Thelotremataceae. Inga underarter finns listade i Catalogue of Life.